# Alles Paletti
„Alles Paletti” је немачки ТВ филм из 1985. године.

## Улоге
| Глумац            | Улога |
| ----------------- | ----- |
| Гордана Косановић |       |
| Бранко Плеша      |       |